# Орестопіль
Оре́стопіль — село в Україні, у Синельниківському районі Дніпропетровської області. Входить до складу Великомихайлівської сільської громади. Населення становить 574 осіб.

## Географія
Село Орестопіль знаходиться на лівому березі річки Вовча в місці впадання в неї річку Ворона, вище за течією на відстані 5 км розташоване село Новоселівка, нижче за течією на відстані 3,5 км розташоване село Вовче, на протилежному березі — село Великомихайлівка.

## Історія
Засноване на початку ХІХ століття, належало поміщику Оресту Євецькому. Спочатку це був хутір, який називали — Євещина. Коли виникло село, то поміщик назвав його своїм ім'ям — Орестопіль (Орестове поле).
До 2016 року було у складі Великомихайлівської сільської ради.
12 червня 2020 року, відповідно до розпорядження Кабінету Міністрів України № 709-р від «Про визначення адміністративних центрів та затвердження територій територіальних громад Дніпропетровської області», увійшло до складу Великомихайлівської сільської громади.
19 липня 2020 року, в результаті адміністративно-територіальної реформи та ліквідації Покровського району, село увійшло до складу новоутвореного Синельниківського району.

## Населення

### Мова
Розподіл населення за рідною мовою за даними перепису 2001 року:
| Мова       | Кількість | Відсоток |
| ---------- | --------- | -------- |
| українська | 556       | 96.86%   |
| російська  | 18        | 3.14%    |
| Усього     | 574       | 100%     |

## Економіка
- Чорноморець, ПП.
- ФГ «Найдьонов».

## Об'єкти соціальної сфери
- Клуб.

## Відомі люди
Тут народився заслужений артист Росії — Шевченко Григорій Сергійович (1936—2010).